# Салаші
Салаші́ — село в Україні, в Яворівському районі Львівської області. Населення становить 316 осіб. Орган місцевого самоврядування - Яворівська міська рада. У 1967 році село належало до Смолинської сільської ради.